# Flinders Island
Flinders Island ist eine australische Insel am östlichen Ende der Bass-Straße zwischen Tasmanien und dem australischen Festland, die von etwa 900 Personen bewohnt wird. Sie ist die größte Insel der Furneaux-Gruppe.

## Geographie
Von Tasmanien ist Flinders Island etwa 55 Kilometer Luftlinie entfernt. Rund 20 Kilometer nördlich von Cape Portland erreicht die 1.330 km² große Insel eine Ausdehnung von 29 Kilometer Breite (SW – NO) und 64 Kilometer Länge (NW – SO). Der höchste Punkt ist der 756 Meter hohe Mount Strzelecki. Der Westen der Insel ist von felsigen Dünen und langen Stränden geprägt, während sich am östlichen Ende Lagunenstrände befinden, die als besonders schön gelten. Die südliche Hälfte der Insel ragt von Norden aus in die Roaring Forties hinein. Während der letzten Eiszeit war die heutige Insel Teil der Landbrücke zwischen Australien und Tasmanien.

## Orte
Auf der Insel gibt es fünf Siedlungen: Killiecrankie, Emita, Lady Barron, Cape Barren Island und Whitemark. Whitemark ist das Verwaltungszentrum der Local Government Area Flinders Municipality der Furneaux-Gruppe und größter Ort der Insel. In Emita gibt es eine kleine Ausstellung mit alten Fotos und Zeitungsausschnitten. An der Ostküste liegen einige gestrandete Schiffswracks. Im Südwesten der Insel befindet sich der Strzelecki-Nationalpark.

## Klima
Im Allgemeinen herrscht auf Flinders Island wie auf allen Inseln der Furneaux-Gruppe maritimes, warm-gemäßigtes Klima. Die jährliche Niederschlagsmenge beläuft sich auf circa 600 mm im Südwesten. Im gebirgigen Zentrum sind 800 mm nicht unüblich. Die Durchschnittstemperatur im Winter beträgt 7 °C, im Sommer 22,5 °C, wobei in den besonders warmen Monaten auch 30–33 °C gemessen werden.

## Fauna
Die Insel ist bis weit über ihre Grenzen hinaus bekannt für ihre Vorkommen von Wallabys sowie Bilch-, Ring- und Kletterbeutlern. Für zahlreiche Unterarten hiervon ist die Insel zu einem ihrer letzten Rückzugsorte geworden.

## Geschichte
Nach dem Ende der letzten großen Eiszeit (Weichseleiszeit bzw. Würmeiszeit), in der Flinders noch mit Australien und Tasmanien durch Landbrücken verbunden war, war die Gegend noch von Menschen besiedelt. Aus unbekannten Ursachen ist die Bevölkerung dort vor einigen Tausend Jahren ausgestorben. Daraus schließen einige Autoren, dass Populationen von wenigen Hundert Menschen auf Dauer nicht autark existieren konnten.
Entdeckt wurde Flinders Island eher zufällig von Tobias Furneaux, dem Kapitän von James Cooks Unterstützungsschiff, als dieses im Nebel von der Endeavour am 19. März 1773 getrennt wurde. George Bass und Matthew Flinders umrundeten die Inseln zwischen Oktober 1798 und Juni 1799. Während die Meerenge nach dem Schiffsarzt Bass benannt wurde, gab Flinders der Insel ihren Namen.
1830 wurden nach Durchführung der sogenannten Black Line der britischen Kolonisatoren die letzten 100 Tasmanier in Tasmanien gefangengesetzt und nach Flinders Island umgesiedelt. In der Hoffnung, dort vor der Verfolgung durch die weißen Siedler sicher zu sein, folgten sie bereitwillig. Auf der Insel hatten sie sich einer europäischen Lebensweise zu unterwerfen, gingen aber mehrheitlich an Depressionen, Alkoholismus und Krankheiten zugrunde. 1847 lebten noch 47 Tasmanier, welche nach Oyster Cove nahe Hobart umgesiedelt wurden. Die Neubesiedlung der Insel erfolgte erst 1950, als ein Militärstützpunkt auf der Insel errichtet wurde.